# Museo di storia naturale di Braunschweig
Il Museo di storia naturale (in tedesco: Staatliches Naturhistorisches Museum Braunschweig), è un museo nazionale di storia naturale e zoologia a Braunschweig.

## Storia
Il museo fu fondato nel 1754 dal duca Carlo I su consiglio del fisico olandese Daniel de Superville.
L'aspetto originale risale al 1937 nel cosiddetto espressionismo del mattone (in tedesco Backsteinexpressionismus) ad opera dell'architetto Emil Herzig.
Nello stesso edificio trovano spazio anche ambienti destinati alla fruizione dell'Università tecnica di Braunschweig.

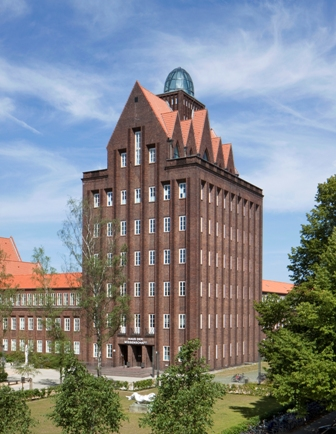
Vista della torre principale del complesso

## Caratteristiche
Le collezioni scientifiche del museo includono 3,000 esemplari di mammiferi, 50,000 esemplari di uccelli, 10,300 di uova di uccelli, 4,000 scheletri e 1,000 esemplari fra pesci, anfibi e rettili. Gli insetti sono circa 80,000 Lepidopteri, 85,000 Coleopteri, 10,0000 molluschi e circa 5,000 altri fossili. All'interno del museo troviamo un acquario e vari sale con diorami.